# Торрекузо
Торрекузо (італ. Torrecuso) — муніципалітет в Італії, у регіоні Кампанія, провінція Беневенто.
Торрекузо розташоване на відстані близько 200 км на південний схід від Рима, 55 км на північний схід від Неаполя, 11 км на північний захід від Беневенто.
Населення — 3426 осіб (2014).
Щорічний фестиваль відбувається 15 травня. Покровитель — San Liberatore.

## Демографія
Населення за роками:

Станом на 1 січня 2023 року в муніципалітеті офіційно проживало 87 іноземців з 18 країн, серед них 15 громадян країн Євросоюзу та 10 громадян України.

## Сусідні муніципалітети
- Беневенто
- Фольянізе
- Франьєто-Монфорте
- Понте
- Паупізі
- Вітулано